# 吉仁高勒镇
吉仁高勒镇，是中华人民共和国内蒙古自治区锡林郭勒盟西乌珠穆沁旗下辖的一个乡镇级行政单位。

## 行政区划
吉仁高勒镇下辖以下地区：
吉仁高勒嘎查、阿拉塔图嘎查、呼格吉勒图嘎查、都尔布勒吉嘎查、杰仁嘎查、扎格斯台嘎查、夏那嘎音宝拉格嘎查、呼和锡力嘎查、哈流图嘎查、乌兰淖尔嘎查、宝拉格嘎查、巴彦青格勒嘎查、古日班宝拉格嘎查、巴彦洪格尔嘎查、巴彦乌拉嘎查、巴彦高勒嘎查、巴彦塔拉嘎查和浩济特王音苏。